# Беляков, Леонид Иванович
Леонид Иванович Беляков (1929—1990) — рабочий Кондопожского целлюлозно-бумажного комбината, новатор производства. Герой Социалистического Труда (1976)

## Биография
В 1947 г. окончил ремесленное училище в г. Кувшиново Калининской обл.
Работал на Кондопожском целлюлозно-бумажном комбинате сеточником, с 1964 г. ― старшим сеточником, участвовал в пуске и освоении бумажных машин № 4―7 и 9, старший машинист бумагоделательной машины № 7.
На быстроходной 7-й бумагоделательной машине в 1966 г. достиг проектной скорости 700 м/мин, а в 1975 г. выработки 122 тыс. т против проектной мощности 108 тыс. т бумаги в год.
15 января 1976 г. указом Президиума Верховного Совета СССР за большие заслуги в выполнении заданий 5-летнего плана IX пятилетки и достижение высоких технико-экономических показателей в работе присвоено звание Героя Социалистического Труда.
Был награжден Золотой медалью ВДНХ